# Léon Meurin
Johann Gabriel Leo Louis Meurin dicho Leo Meurin, nacido el 23 de enero de 1825 y fallecido el 1 de junio de 1895, fue un arzobispo jesuita alemán.

## Biografía
Fue nombrado obispo de Ascalón en Palestina el 2 de febrero de 1868, Arzobispo de Nisibi en Mesopotamia y Arzobispo de Port Louis en Mauricio el 27 de septiembre de 1887.
Es conocido por sus libros, sus artículos y su propaganda antimasónica. Su lugar de descanso final en la Catedral de Port-Louis.

## Obras
- God and Brahma, Bombay, 1865.
- The Padroado Question and The Concordat Question, Bombay, 1885.
- Zoroastre and Christ, Bombay, 1882.
- Mémorial to the R.H. the Secretary of State for India in Council, Bombay, 1883.
- Ethics, Port-Louis, 1891.
- Select Writings... with a biographical sketch, Bombay, 1891.
- La Franc-maçonnerie, synagogue de Satan, Paris, V. Retaux et fils, 1893. Texto

En español
- Filosofía de la masonería, Texto en línea
- Simbolismo de la masonería, Texto en línea